# Статейный список (уголовное право)
Статейный список в дореволюционной России — документ, составляемый в местном губернском правлении на каждого арестанта, ссылаемого в Сибирь. В нем обозначались имя, отчество и фамилия ссыльного, звание, вероисповедание, приметы, где судился, к какому наказанию приговорен, чем снабжен при отправлении, сколько имеет собственных денег, кто из семейства при нем следует и должен ли препровождаться закованным. Один экземпляр статейного списка передавался конвою, другой отсылался в тюменский приказ о ссыльных. По сформировании партии арестантов, на основании данных статейных списков, составлялся список партионный, на котором означался прием и сдача партии по этапам.